# TG21
Die tg21 plc (bis 2005: Toad Group plc) ist eine britische Aktiengesellschaft, die mit mehreren Tochterunternehmen und Firmenbeteiligungen hauptsächlich im Geschäftsbereich Fahrzeugelektronik für PKW und Motorräder tätig ist. 2009 hat das Unternehmen in 21st Century Technology umfirmiert.
Zum Produkt- und Leistungsportfolio zählen elektronische Diebstahlsicherungen, Wegfahrsperren, Videoüberwachungsanlagen in öffentlichen Verkehrsmitteln, Freisprecheinrichtungen für Mobiltelefone, Navigationssysteme, Audio- und Multimediaausstattungen, sowie – in Zusammenarbeit mit Versicherungen – Ersatz gestohlener Geräte. Die Aktivitäten von tg21 sind hierbei aufgeteilt in die operativen Bereiche Dienstleistung (Einbau, Wartung, Flottenservice) und Vertrieb.
Das Unternehmen beschäftigt an den beiden Standorten London und Runcorn etwa 220 Mitarbeiter. Der Jahresumsatz betrug zum Jahresende 2005 36,3 Millionen £ (umgerechnet ca. 55 Millionen €). Das Unternehmen ist seit 15. April 2005 an der Londoner Börse im AIM gelistet.
Das Unternehmen wurde 1993 gegründet von Sir Christopher Thomas Evans OBE, Gründer mehrerer britischer Biotechnologie-Unternehmen und mehrfacher „Cambridge Businessman of the Year“. Am 20. September 2006 wurde dieser wegen Verwicklung in die sogenannte „Cash-for-Peerages-Affäre“ verhaftet. Chairman des Unternehmens ist derzeit Peter T. Ward, CEO ist Nicholas Grimond.
Die am 7. Januar der Autoglass Ltd abgekaufte Metvale Ltd, welche die Sparte Versicherungsersatzleistungen bei tg21 abdeckt, hat ihren Postfachsitz in Tortola auf den steuergünstigen Virgin Islands und ist Eigner des im Januar 2007 durch den Orkan Kyrill im Ärmelkanal havarierten Containerschiffes MSC Napoli (Manager des Schiffes ist die britische Zodiac Maritime Agencies).
Die Geschäftsbereiche Vertrieb von Fahrzeugversicherung, Soundlinx und Vertrieb von Unterhaltungselektronik für Fahrzeuge wurden 2007 veräußert.